# Draczyno
Draczyno (ukr. Драчино) – wieś na Ukrainie, w obwodzie zakarpackim, w rejonie mukaczewskim, w hromadzie Swalawa, nad Latoricą. W 2001 roku liczyła 926 mieszkańców.
Do 1995 roku miejscowość nosiła nazwę Draczyny (ukr. Драчини).